# David Dencik
Karl David Sebastian Dencik (ur. 31 października 1974 w Sztokholmie) – szwedzki aktor. Zauważony i doceniony w Szwecji po roli zabójcy Johna Ausoniusa w trzyodcinkowej serii telewizyjnej pt. Lasermannen w 2005. Poza Szwecją mieszka i pracuje także w Danii.

## Filmografia

### Filmy fabularne
- 2004: Babylonsjukan jako Stefan
- 2005: Coachen jako Freddy
- 2007: Daisy Diamond
- 2009: Millennium: Mężczyźni, którzy nienawidzą kobiet (Män som hatar kvinnor) jako Janne Dahlman
- 2011: Dziewczyna z tatuażem (The Girl with the Dragon Tattoo) jako młody Morell
- 2011: Szpieg (Tinker Tailor Soldier Spy) jako Toby Esterhase
- 2011: Czas wojny jako oficer Tysk
- 2012: Kochanek królowej (En Kongelig Affaere) jako Ove Høegh-Guldberg
- 2014: Eskorta jako Thor Svendsen
- 2021: Nie czas umierać (No Time to Die) jako Valdo Obruchev

### Seriale telewizyjne
- 2003: Paragraf 9 jako David Hjelm
- 2005: Lasermannen jako John Ausonius
- 2013: Rodzina Borgiów jako kardynał Orsini
- 2017: Top of the Lake jako Alexander „Puss” Braun
- 2019: Ruchome piaski jako Peder Sander, adwokat
- 2019: Czarnobyl jako Michaił Gorbaczow